# Rebecca Roanhorse
Rebecca Roanhorse (Conway, 1971) è una scrittrice statunitense vincitrice del Nebula Award, del Premio Hugo e del Campbell Award, già finalista del premio Hugo e Sturgeon Award..

## Biografia
Figlia di una nativa americana del pueblo Ohkay Owingeh con antenati afroamericani, la Roanhorse è cresciuta in Texas dopo essere stata adottata da una famiglia angloamericana. Ha poi raggiunto la madre biologica nel Nuovo Messico e ha conosciuto a fondo la cultura del suo popolo
Si è laureata a Yale in legge ed esercita la professione di avvocato. Ha iniziato a scrivere perché aveva il desiderio di vedere i nativi americani protagonisti di una storia fantasy, dove fossero eroi e divinità; da questo desiderio nasce il suo romanzo Trail of Lightning, che racchiude molte tracce della cultura dei nativi americani e si svolge in una riserva navajo, pubblicato con la casa editrice Simon & Schuster. Si tratta del primo libro della lunga saga Sixth World.
È stata anche finalista del Campbell Award 2017 come miglior scrittrice di Fantascienza e fantasy.
Vive in Nuovo Messico con il marito navajo e la figlia.

## Opere

### Libri
- Trail of Lightning, Simon & Schuster, 2018 (anche in e-book e audio-book)
- Welcome to Your Authentic Indian ExperienceTM, Apex Magazine
  - Un'autentica esperienza da nativo americano, Future Fiction, 2018 (e-book)
- Storm of Locusts Saga Press, 2019
- Race to the Sun, 2020
- Black Sun, Saga Press, 2020

### Racconti
- Deer Woman, an Anthology, Native Realities Press, ISBN 099069478X
- Year’s Best Dark Fantasy & Horror 2018, Prime Books, 2018, ISBN 1607015285
- Sunspot Jungle anthology, Rosarium Publishing, 2018, ISBN 0998705977

### Saggistica
- Thoughts on Resistance, in Maureen Johnson, How I Resist: Activism and Hope for a New Generation, St. Martin's Press, 2018 ISBN 1250168376

## Premi e riconoscimenti
- 2018 Premio Hugo per il miglior racconto breve
- 2018 Premio Nebula per il miglior racconto breve
- 2018 vincitrice dell'Apex Magazine Reader’s Choice
- 2017 Premio John Wood Campbell per il miglior nuovo scrittore
- 2018 finalista del Campbell Award come migliore scrittrice di fantascienza e fantasy
- 2018 Nomination Sturgeon Award per il migliore racconto
- 2018 Locus Recommended secondo posto
- 2021 Premio Alex[12]